# Lissodendoryx anacantha
Lissodendoryx anacantha är en svampdjursart som först beskrevs av Jörn Hentschel 1914.  Lissodendoryx anacantha ingår i släktet Lissodendoryx och familjen Coelosphaeridae. Inga underarter finns listade i Catalogue of Life.